# Disonycha alabamae
Disonycha alabamae är en skalbaggsart som beskrevs av Schaeffer 1919. Disonycha alabamae ingår i släktet Disonycha och familjen bladbaggar. Inga underarter finns listade i Catalogue of Life.